# Roberto Navarrete
Roberto Navarrete (Bulnes, 9 de mayo de 1925 - Santiago, 1 de septiembre de 1999) fue un actor y escritor chileno. Se inicia como actor aficionado en el Teatro de la Universidad de Concepción en el rol de Stanton en Esquinas peligrosas de J. B. Priestley. Egresado de la Escuela de Teatro de Universidad de Concepción. En 1975 la Chilena Consolidada lo distinguió con el Premio al "Mejor actor Chileno" por su interpretación de Falstaff en Las Alegres Comadres de Windsor de William Shakespeare.

## Filmografía

### Cine
- Los olvidados (1950) - El golfo
- El Chacal de Nahueltoro (1969) - Director de prisión
- Estado de sitio (1972) - Comisario Romero
- Ya no basta con rezar (1972) - Empresario
- Der Radfahrer von San Cristóbal (1998) - Vater Escalante
- Amelia Lópes O'Neill (1990) - Juez
- Los náufragos (1994)
- No tan lejos de Andrómeda (1999) - Padre de Maggie

### Televisión
| Teleseries | Teleseries            | Teleseries                    | Teleseries | Teleseries |
| Año        | Teleserie             | Rol                           | Canal      |            |
| ---------- | --------------------- | ----------------------------- | ---------- | ---------- |
| 1982       | La Señora             | Javier                        | Canal 13   |            |
| 1982       | La gran mentira       | Manuel                        | TVN        |            |
| 1983       | Las herederas         | Alfredo Cienfuegos            | Canal 13   |            |
| 1984       | La torre 10           | Gabriel Mena                  | TVN        |            |
| 1986       | La dama del balcón    | Mariano Robledo               | TVN        |            |
| 1986       | La villa              | Humberto Alcantara            | TVN        |            |
| 1986       | La Quintrala          | Rodrigo de Carvajal y Mendoza | TVN        |            |
| 1988       | Semidiós              | Mariano                       | Canal 13   |            |
| 1988       | Matilde dedos verdes  | Vicente Echandi               | Canal 13   |            |
| 1989       | A la sombra del ángel | Señor Valle                   | TVN        |            |
| 1991       | Volver a empezar      | Señor Ojeda                   | TVN        |            |
| 1993       | Jaque Mate            | Andrés Möller                 | TVN        |            |
| 1998       | Amándote              | Eliseo Solari                 | Canal 13   |            |
| 1999       | Fuera de control      | Tennyson Leighton             | Canal 13   |            |